# Willem Peeters (wielrenner)
Willem Peeters (Leuven, 20 mei 1953) is een voormalig Belgisch beroepswielrenner. Hij was actief als wielrenner tussen 1974 en 1982.
Peeters kwam uit een echte wielerfamilie. Zijn vader, Edward Peeters, was ook beroepsrenner (1942-1946 en 1951) en ook zijn zonen Johan en Gerrit koersen. Hij won meer dan 50 beroepsrennerswedstrijden met onder meer de Omloop het Volk, de Brabantse Pijl, de GP de Wallonie, de Dr.Tistaertprijs te Zottegem en etappes in kleinere rittenwedstrijden.

## Erelijst
- 1974

1e etappe A GP du Midi-Libre
Ottignies
- 1975

Beringen
Brabantse Pijl
Omloop der Zuid-West-Vlaamse bergen
Proloog Ronde van Nederland
GP Dr. Eugeen Roggeman – Stekene
Sleidinge
- 1976

Omloop Het Volk
GP Briek Schotte
Eindklassement GP Franco-Belge
Heusden (Limburg)
Zottegem - Dr Tistaertprijs
Nederename
Sint-Amandsberg
- 1977

Berlare
Boom
GP Stad Sint-Niklaas
Hannut
Sint-Gillis-Waas
GP Zele
3e etappe A Driedaagse van De Panne
Wavre
- 1978

Brecht
GP Briek Schotte
GP de Wallonie
Ronde van Limburg
Knokke
Ruddervoorde
Zaventem
Wavre
Sinaai
Lessines
Kalmthout (Nieuwmoer)
- 1979

Houtem
Omloop van het Zuidwesten
Aalst (bij St-Truiden)
Ninove
Strombeek-Bever
Sinaai
Frasnes Lez Anvaing
- 1980

 Omloop van het Waasland - Kemzeke
Omloop van Midden-Brabant
Strombeek-Bever
Lommel
- 1981

Houtem
- 1982

Grote Prijs Raymond Impanis
Wavre
Ninove

## Resultaten in voornaamste wedstrijden
| Jaar | Ronde van Italië | Ronde van Frankrijk | Ronde van Spanje |
| ---- | ---------------- | ------------------- | ---------------- |
| 1974 |                  |                     |                  |
| 1975 |                  |                     |                  |
| 1976 |                  |                     |                  |
| 1977 |                  |                     |                  |
| 1978 |                  |                     |                  |
| 1979 |                  |                     |                  |
| 1980 |                  |                     |                  |
| 1981 | opgave           |                     |                  |
| 1982 |                  |                     |                  |

| Jaar | Milaan-San Remo | Gent-Wevelgem | Ronde van Vlaanderen | Parijs-Roubaix | Amstel Gold Race | Luik-Bast.‑Luik | Parijs-Brussel | Brabantse Pijl | Rund um den Henninger-Turm |  | Wereldranglijsten |
| ---- | --------------- | ------------- | -------------------- | -------------- | ---------------- | --------------- | -------------- | -------------- | -------------------------- |  | ----------------- |
| 1974 |                 |               |                      |                |                  | 46e             | 27e            |                |                            |  |                   |
| 1975 | 65e             |               | 10e                  |                |                  |                 |                | Goud           |                            |  | 72e (SPP)         |
| 1976 | 29e             |               | 21e                  | 18e            |                  |                 | 9e             |                | 8e                         |  |                   |
| 1977 |                 |               |                      | 7e             |                  |                 | 18e            | 7e             | 7e                         |  |                   |
| 1978 | 92e             |               | 29e                  |                | 19e              | 28e             |                | 9e             |                            |  |                   |
| 1979 | 26e             |               | 13e                  |                |                  |                 |                | 6e             |                            |  |                   |
| 1980 |                 |               | 38e                  |                |                  |                 | 31e            |                |                            |  |                   |
| 1981 |                 | 56e           |                      | 21e            |                  |                 |                |                |                            |  |                   |
| 1982 |                 | 47e           |                      |                |                  |                 |                |                |                            |  |                   |

## Ploegen
- 1974	 Watney - Maes
- 1975	 Maes - Watney
- 1976	 IJsboerke - Colnago
- 1977	 IJsboerke - Colnago
- 1978	 IJsboerke - Gios
- 1979	 Safir - Ludo - St Louis
- 1980	 Safir - Ludo
- 1981	 Safir - Galli - Ludo
- 1982	 Safir - Marc